# 稻穗車站
稻穗車站（日语：／ Inaho eki */?）是一由北海道旅客鐵道（JR北海道）所經營的鐵路車站，位於日本北海道札幌市手稻區，是JR北海道函館本線沿線車站之一，屬於JR北海道本社（札幌總部）的直轄範圍，是個市區內的無人小站。
名稱源自阿伊努語的「inaw」（木製的祭祀品）。

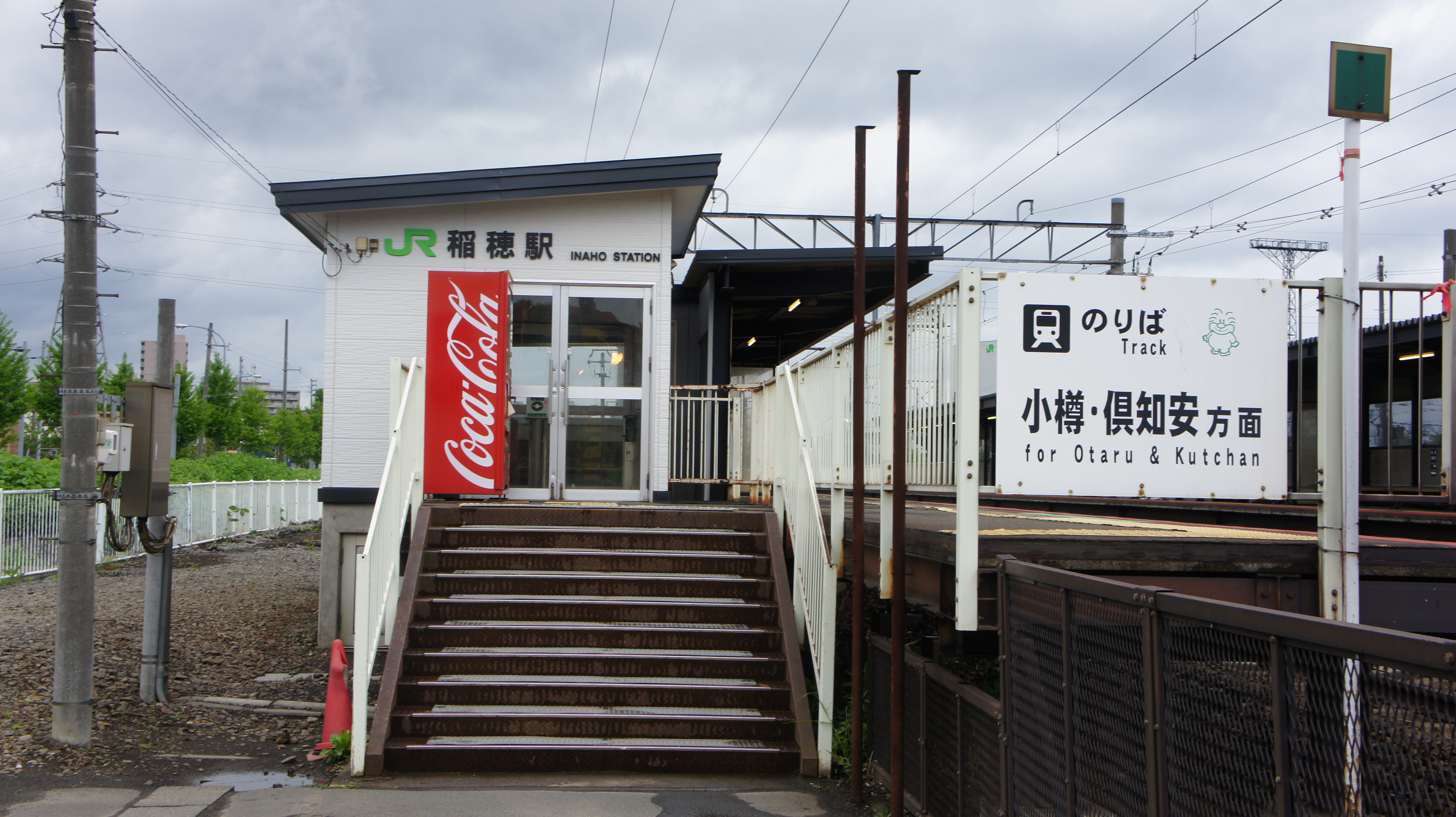
往小樽方向的入口（2017年5月）

## 車站結構

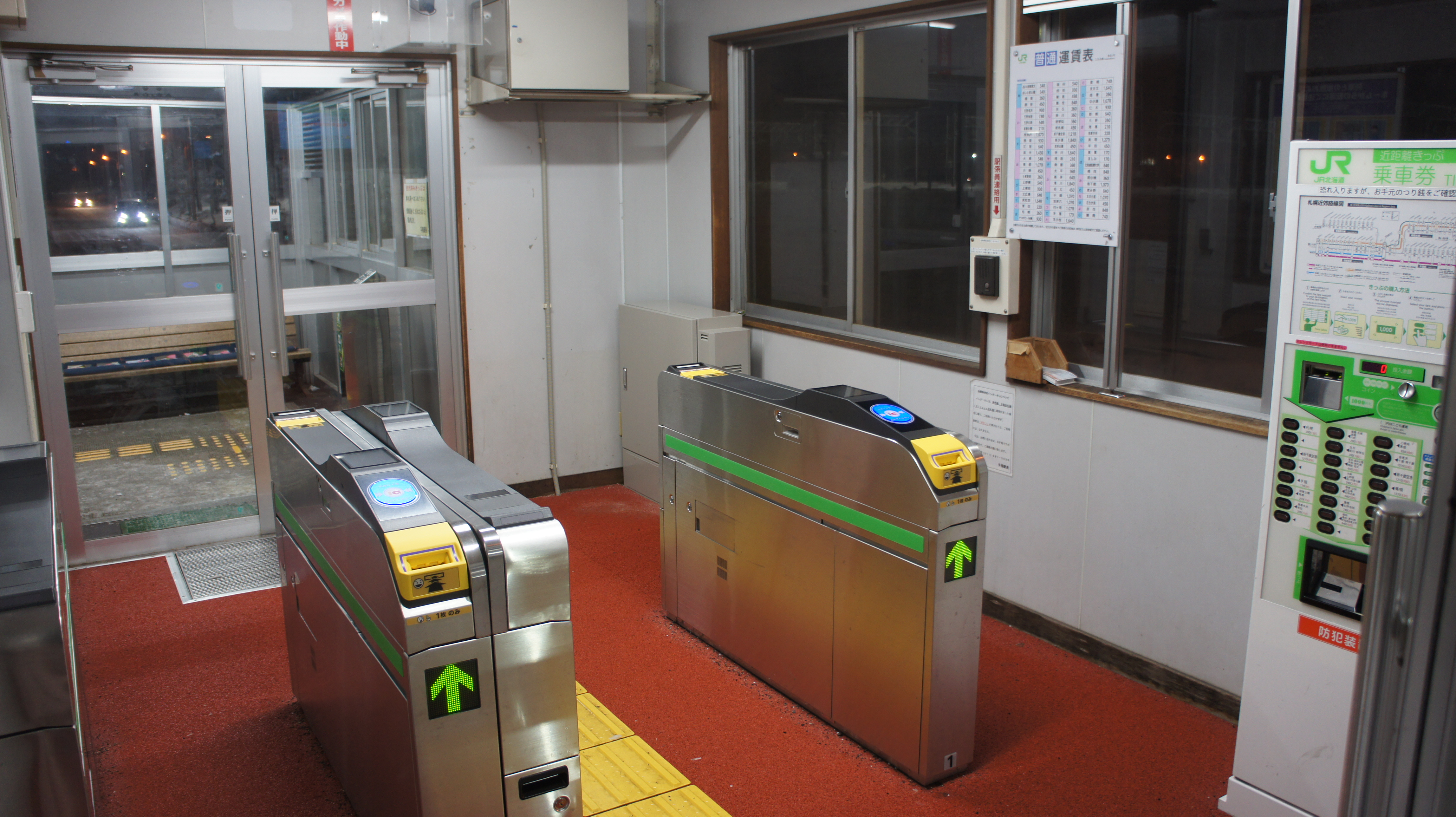
往札幌方向的檢票口（2017年12月）

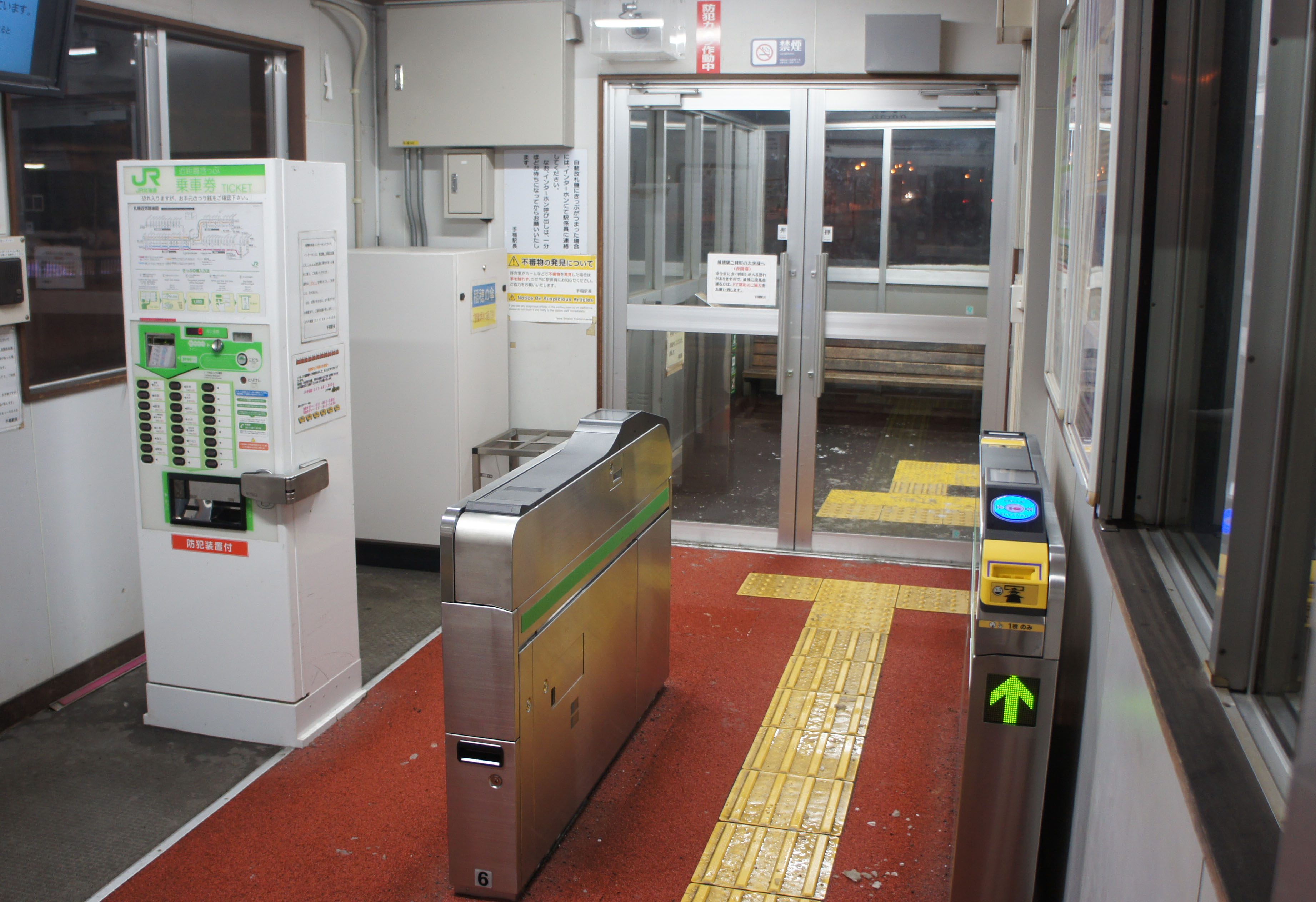
往小樽方向的檢票口（2017年12月）

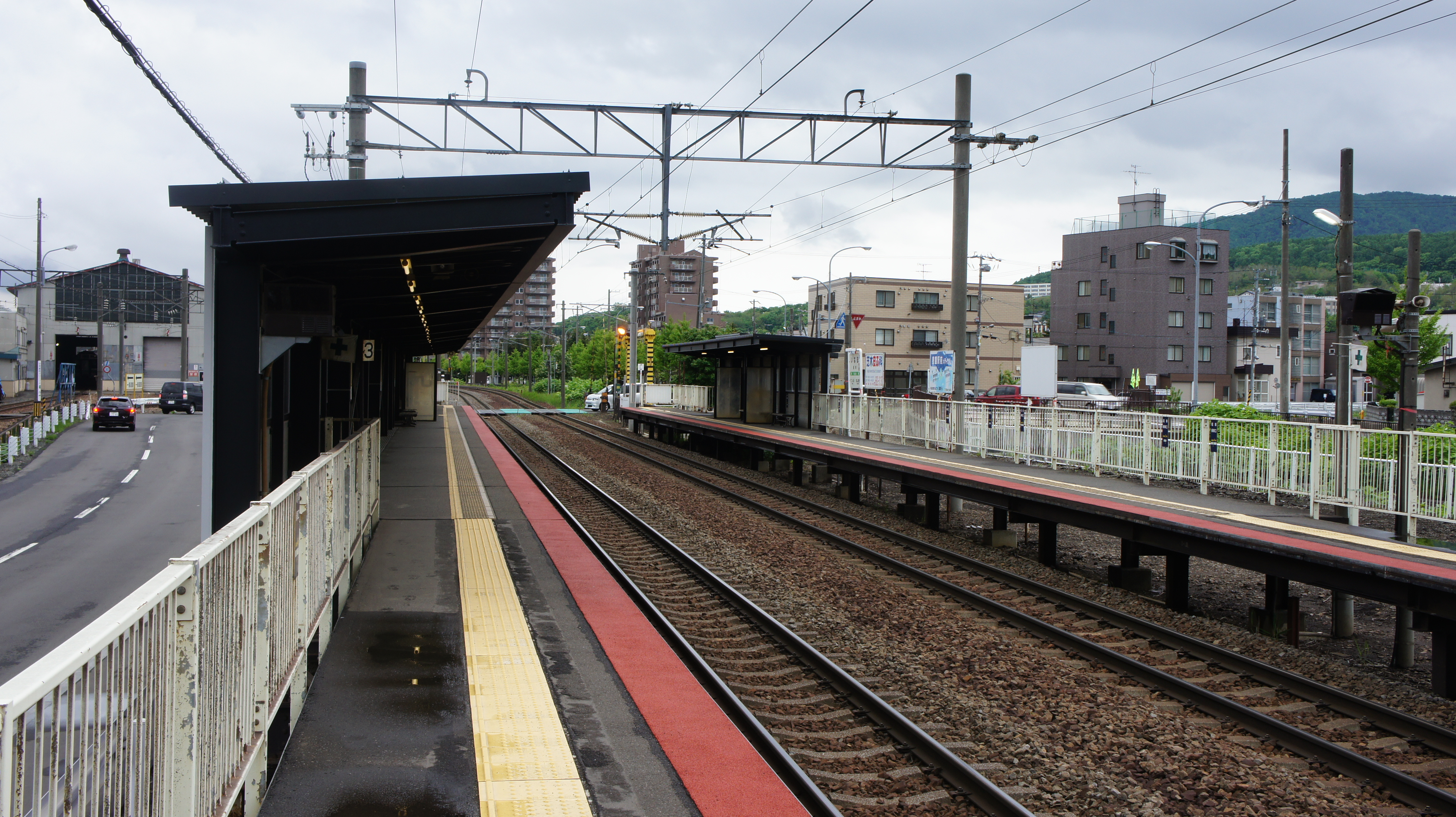
月台（2017年5月）

稻穗車站站內設有兩座側式月台，但之間並沒有跨線人行天橋相連結，因此欲往返於上下行月台間的旅客，需利用車站靠札幌側的平交道直接穿越鐵路。

### 月台配置
| 月台 | 路線      | 方向 | 目的地                             |
| ---- | --------- | ---- | ---------------------------------- |
| 1    | ■函館本線 | 上行 | 星見、小樽方向                     |
| 2    | ■函館本線 | 下行 | 手稻、札幌、岩見澤、新千歲機場方向 |

## 相鄰車站
北海道旅客鐵道（JR北海道）
■函館本線
■快速「機場」、「Niseko Liner」
通過
■區間快速「石狩Liner」、■普通
星置（S09）－稻穗（S08）－手稻（S07）